# 78e cérémonie des Tony Awards
La 78e cérémonie des Tony Awards a eu lieu le 8 juin 2025 au Radio City Music Hall. Elle récompense les réalisations dans les productions de Broadway au cours de la saison 2024-2025. Cynthia Erivo a été l'hôte de la cérémonie principale pour la première fois.
Les comédies musicales Death Becomes Her, Buena Vista Social Club et Maybe Happy Ending ont été à égalité pour le plus grand nombre de nominations, avec dix nominations chacune. Lors de la cérémonie, Maybe Happy Ending a remporté le plus de prix, six, dont ceux de la meilleure comédie musicale et du meilleur acteur dans une comédie musicale. Purpose, de Branden Jacobs-Jenkins, a remporté le prix de la meilleure pièce. Les autres prix du meilleur acteur ont été remportés par Nicole Scherzinger (meilleure actrice dans une comédie musicale), Cole Escola (meilleur acteur dans une pièce) et Sarah Snook (meilleure actrice dans une pièce).

## Cérémonie
Pluto TV a diffusé l'émission préalable à la cérémonie The Tony Awards: Act One, animée par Darren Criss et Renée Elise Goldsberry. Brian Stokes Mitchell a été l'annonceur.
Cynthia Erivo a animé l'émission. Après la cérémonie, NPR a salué son sens de l'humour, l'Associated Press l'a décrite comme une « animatrice amicale » et Deadline l'a qualifiée d'« absolument irréprochable ». Vulture a salué son numéro d'ouverture, soulignant qu'elle avait « une stratégie vraiment intelligente… : plaisanter au minimum (ce qui n'est pas son point fort), chanter au maximum (il n'y a personne de meilleur) ».
La cérémonie s'est ouverte par une saynète d'Erivo quittant sa loge pour rejoindre la scène, tandis que plusieurs personnes lui conseillent sa tenue pour le numéro d'ouverture, avant qu'Oprah Winfrey ne lui conseille d'être elle-même. Arrivée sur scène, Erivo chante « Sometimes All You Need Is a Song », une chanson originale écrite par Marc Shaiman, Scott Wittman, Benj Pasek et Justin Paul, faisant référence à plusieurs nommés,,. Elle est rejointe par la chorale Broadway Inspirational Voices à mi-chemin du numéro.
Erivo et Sara Bareilles ont interprété un duo de Tomorrow pour la section In Memoriam de la cérémonie,. La distribution originale de Hamilton a interprété un medley de huit chansons du spectacle en l'honneur du 10e anniversaire de la comédie musicale,. Le numéro de clôture était une version adaptée de And I Am Telling You I'm Not Going, qu'Erivo avait interprété alors qu'il était dans The Color Purple, avec des paroles modifiées pour faire référence aux événements de la nuit,.

## Éligibilité
Les dates d'éligibilité aux Tony Awards pour la saison Broadway 2024-2025 étaient du 29 avril 2024 au 27 avril 2025. Les productions devaient également satisfaire à tous les autres critères d'éligibilité définis par l'American Theatre Wing et la Broadway League. Il existe 41 théâtres éligibles à Broadway où une production doit être présentée pour être éligible. Les nominations pour les Tony Awards 2025 ont été annoncées le 1er mai 2025,,.

## Palmarès
| Meilleure pièce | Meilleure comédie musicale |
| --- | --- |
| - Purpose - English - The Hills of California - John Proctor Is the Villain - Oh, Mary! | - Maybe Happy Ending - Buena Vista Social Club - Dead Outlaw - Death Becomes Her - Operation Mincemeat |
| Meilleure reprise d'une pièce | Meilleure reprise d'une comédie musicale |
| - Eureka Day - Our Town - Romeo + Juliet - Yellow Face | - Sunset Boulevard - Floyd Collins - Gypsy - Pirates! The Penzance Musical |
| Meilleur acteur dans une pièce | Meilleure actrice dans une pièce |
| - Cole Escola – Oh, Mary! dans le rôle de Mary Todd Lincoln - George Clooney – Good Night, and Good Luck dans le rôle de Edward R. Murrow - Jon Michael Hill – Purpose dans le rôle de Nazareth "Naz" Jasper - Daniel Dae Kim – Yellow Face dans le rôle de DHH - Harry Lennix – Purpose dans le rôle de Solomon "Sonny" Jasper - Louis McCartney – Stranger Things: The First Shadow dans le rôle de Henry Creel | - Sarah Snook – The Picture of Dorian Gray dans le rôle de Dorian Gray, et al. - Laura Donnelly – The Hills of California dans le rôle de Veronica / Joan - Mia Farrow – The Roommate dans le rôle de Sharon - Latanya Richardson – Purpose dans le rôle de Claudine Jasper - Sadie Sink – John Proctor Is the Villain dans le rôle de Shelby Holcomb                                                             |
| Meilleur acteur dans une comédie musicale | Meilleure actrice dans une comédie musicale |
| - Darren Criss – Maybe Happy Ending dans le rôle d'Oliver - Andrew Durand – Dead Outlaw dans le rôle d'Elmer McCurdy - Tom Francis – Sunset Boulevard dans le rôle de Joe Gillis - Jonathan Groff – Just in Time dans le rôle de Bobby Darin - James Monroe Iglehart – A Wonderful World dans le rôle de Louis Armstrong - Jeremy Jordan – Floyd Collins dans le rôle de Floyd Collins                            | - Nicole Scherzinger – Sunset Boulevard dans le rôle de Norma Desmond - Megan Hilty – Death Becomes Her dans le rôle de Madeline Ashton - Audra McDonald – Gypsy dans le rôle de Rose - Jasmine Amy Rogers – Boop! The Musical dans le rôle de Betty Boop - Jennifer Simard – Death Becomes Her dans le rôle de Helen Sharp                                                                                       |
| Meilleur acteur de second rôle dans une pièce | Meilleure actrice de second rôle dans une pièce |
| - Francis Jue – Yellow Face dans le rôle de HYH, et al. - Glenn Davis – Purpose dans le rôle de Solomon "Junior" Jasper - Gabriel Ebert – John Proctor Is the Villain dans le rôle de Mr. Carter Smith - Bob Odenkirk – Glengarry Glen Ross dans le rôle de Shelly Levene - Conrad Ricamora – Oh, Mary! dans le rôle d'Abraham Lincoln                                                                            | - Kara Young – Purpose dans le rôle d'Aziza Houston - Tala Ashe – English dans le rôle d'Elham - Jessica Hecht – Eureka Day dans le rôle de Suzanne - Marjan Neshat – English dans le rôle de Marjan - Fina Strazza – John Proctor Is the Villain dans le rôle de Beth Powell |
| Meilleur acteur de second rôle dans une comédie musicale | Meilleure actrice de second rôle dans une comédie musicale |
| - Jak Malone – Operation Mincemeat dans le rôle de Hester Leggatt et autres - Brooks Ashmanskas – Smash dans le rôle de Nigel Davies - Jeb Brown – Dead Outlaw dans le rôle de Bandleader / Walter Jarrett - Danny Burstein – Gypsy dans le rôle de Herbie - Taylor Trensch – Floyd Collins dans le rôle de Skeets Miller                                                                                         | - Natalie Venetia Belcon – Buena Vista Social Club dans le rôle d'Omara Portuondo (adulte) - Julia Knitel – Dead Outlaw dans le rôle de Helen McCurdy / Maggie Johnson / Millicent Esper - Gracie Lawrence – Just in Time dans le rôle de Connie Francis - Justina Machado – Real Women Have Curves dans le rôle de Carmen Garcia - Joy Woods – Gypsy dans le rôle de Louise                                      |
| Meilleure mise en scène pour une pièce | Meilleure mise en scène pour une comédie musicale |
| - Sam Pinkleton – Oh, Mary! - Knud Adams – English - Sam Mendes – The Hills of California - Danya Taymor – John Proctor Is the Villain - Kip Williams – The Picture of Dorian Gray | - Michael Arden – Maybe Happy Ending - Saheem Ali – Buena Vista Social Club - David Cromer – Dead Outlaw - Christopher Gattelli – Death Becomes Her - Jamie Lloyd – Sunset Boulevard |
| Meilleure livret de comédie musicale | Meilleure partition originale |
| - Will Aronson et Hue Park – Maybe Happy Ending - David Cumming, Felix Hagan, Natasha Hodgson et Zoë Roberts – Operation Mincemeat - Itamar Moses – Dead Outlaw - Marco Pennette – Death Becomes Her - Marco Ramirez – Buena Vista Social Club | - Maybe Happy Ending – Will Aronson (musique et paroles) et Hue Park (paroles) - Dead Outlaw – Erik Della Penna et David Yazbek (musique et paroles) - Death Becomes Her – Noel Carey et Julia Mattison (musique et paroles) - Operation Mincemeat – David Cumming, Felix Hagan, Natasha Hodgson et Zoë Roberts (musique et paroles) - Real Women Have Curves – Joy Huerta et Benjamin Velez (musique et paroles) |
| Meilleurs décors pour une pièce | Meilleurs décors pour une comédie musicale |
| - Miriam Buether et 59 Productions – Stranger Things: The First Shadow - David Bergman et Marg Horwell – The Picture of Dorian Gray - Marsha Ginsberg – English - Rob Howell – The Hills of California - Scott Pask – Good Night, and Good Luck | - Dane Laffrey et George Reeve – Maybe Happy Ending - Rachel Hauck – Swept Away - Arnulfo Maldonado – Buena Vista Social Club - Derek McLane – Death Becomes Her - Derek McLane – Just in Time |
| Meilleurs costumes pour une pièce | Meilleurs costumes pour une comédie musicale |
| - Marg Horwell – The Picture of Dorian Gray - Brenda Abbandandolo – Good Night, and Good Luck - Rob Howell – The Hills of California - Holly Pierson – Oh, Mary! - Brigitte Reiffenstuel – Stranger Things: The First Shadow | - Paul Tazewell – Death Becomes Her - Dede Ayite – Buena Vista Social Club - Gregg Barnes – Boop! The Musical - Clint Ramos – Maybe Happy Ending - Catherine Zuber – Just in Time |
| Meilleures lumières pour une pièce | Meilleures lumières pour une comédie musicale |
| - Jon Clark – Stranger Things: The First Shadow - David Bengali et Heather Gilbert – Good Night, and Good Luck - Natasha Chivers – The Hills of California - Natasha Katz et Hannah Wasileski – John Proctor Is the Villain - Nick Schlieper – The Picture of Dorian Gray | - Jack Knowles – Sunset Boulevard - Tyler Micoleau – Buena Vista Social Club - Ben Stanton – Maybe Happy Ending - Ruey Horng Sun et Scott Zielinski – Floyd Collins - Justin Townsend – Death Becomes Her |
| Meilleur son pour une pièce | Meilleur son pour une comédie musicale |
| - Paul Arditti – Stranger Things: The First Shadow - Palmer Hefferan – John Proctor Is the Villain - Daniel Kluger – Good Night, and Good Luck - Nick Powell – The Hills of California - Clemence Williams – The Picture of Dorian Gray | - Jonathan Deans – Buena Vista Social Club - Adam Fisher – Sunset Boulevard - Peter Hylenski – Just in Time - Peter Hylenski – Maybe Happy Ending - Dan Moses Schreier – Floyd Collins |
| Meilleure chorégraphie | Meilleure orchestration |
| - Patricia Delgado et Justin Peck – Buena Vista Social Club - Joshua Bergasse – Smash - Camille A. Brown – Gypsy - Christopher Gattelli – Death Becomes Her - Jerry Mitchell – Boop! The Musical | - Marco Paguia – Buena Vista Social Club - Will Aronson – Maybe Happy Ending - Bruce Coughlin – Floyd Collins - David Cullen et Andrew Lloyd Webber – Sunset Boulevard - Andrew Resnick et Michael Thurber – Just in Time |

## Autres récompenses
Les lauréats de deux prix Special Tony Award ont été remis aux musiciens qui composent le groupe du Buena Vista Social Club et pour les illusions et les effets techniques de Stranger Things : The First Shadow. Les lauréats des Tony Honors for Excellence in Theatre cette année sont la série télévisée Great Performances, l'organisation New 42, la New York Public Library for the Performing Arts et le directeur artistique Michael P. Price. Célia Keenan-Bolger est la lauréate 2025 du prix Isabelle Stevenson. Harvey Fierstein a reçu le prix spécial Tony pour l'ensemble de sa carrière au théâtre. The Muny de St. Louis est le lauréat 2025 du Regional Theatre Tony Award. Le lauréat du prix Excellence in Theatre Education est Gary Edwin Robinson de Boys and Girls High School (Brooklyn).